# Action Winners
Action Winners (Originaltitel: L’ultima volta) ist ein italienischer Kriminalfilm aus dem Jahr 1976. Regie bei dem mit Joe Dallesandro und Eleonora Giorgi in den Hauptrollen besetzten Film nach der Erzählung „Una leggera euforia“ der beiden Drehbuchautoren Calanchi und Collo führte Aldo Lado. Er ist im deutschsprachigen Raum erstmals im Mai 1986 auf Video erschienen.

## Handlung
Der junge, arbeitslose Barkeeper Sandro Esposito lässt sich durch den Ex-Motorradfahrer Pericles zu Handtaschenräubereien und kleinen Betrügereien überreden. Eines Tages gelingt es ihnen, durch eine zufällige Äußerung Pericles' Freundin auf die Idee gebracht, einem falschen Priester, der regelmäßig zum Geldwaschen in die Schweiz reist, 300 Millionen Lire abzunehmen. Ein paar Tage tauchen sie unter, dann fahren sie nach Cervia. Sandro trifft ein Mädchen, Pericles nimmt an einem Rennen teil, wird dabei jedoch erkannt und am Ende der Veranstaltung getötet, das Geld verschwindet. Sandro kann ihn rächen und auch die Beute zurückgewinnen; erkennbar bekümmert zieht er in eine unbekannte Zukunft.

## Kritik
Karsten Thurau kritisierte, äußerst alberne Momente und ernsthaftere Szenen wollten sich nicht zu einer stringenten Geschichte zusammenfügen, machte dafür aber auch die äußerst unterdurchschnittliche Synchronisation verantwortlich. Er fasst zusammen, der Film sei recht spannungslos und konfus wirkend. Das Lexikon des internationalen Films urteilt: „Eine in plakative Kapitalismuskritik eingebettete Geschichte um Männerfreundschaft und Initiation, die allzu bemüht spannende Unterhaltung mit sozialer Realität zu verbinden versucht.“

## Bemerkungen
In Italien wurde der Film im Februar 1977 unter dem Titel Gli scippatori nochmals in die Kinosäle gebracht. Drehorte waren Mailand, Riccione und Misano Adriatico.